# Boromo
Boromo – miasto w środkowej Burkinie Faso, stolica prowincji Balé w regionie Boucle du Mouhoun. Mieszka tu ok. 12 tys. osób.
Boromo położone jest przy drodze i linii kolejowej łączących dwa największe ośrodki kraju – Wagadugu i Bobo-Dioulasso. Miasto służy turystom jako baza wypadowa do położonego bardziej na południe Parku Narodowego Deux Balés.